# Fornace (Italia)
Fornace (Fornàs in dialetto trentino) è un comune italiano di 1 350 abitanti della provincia autonoma di Trento in Trentino-Alto Adige.

## Geografia fisica

### Sentiero di monte Piano

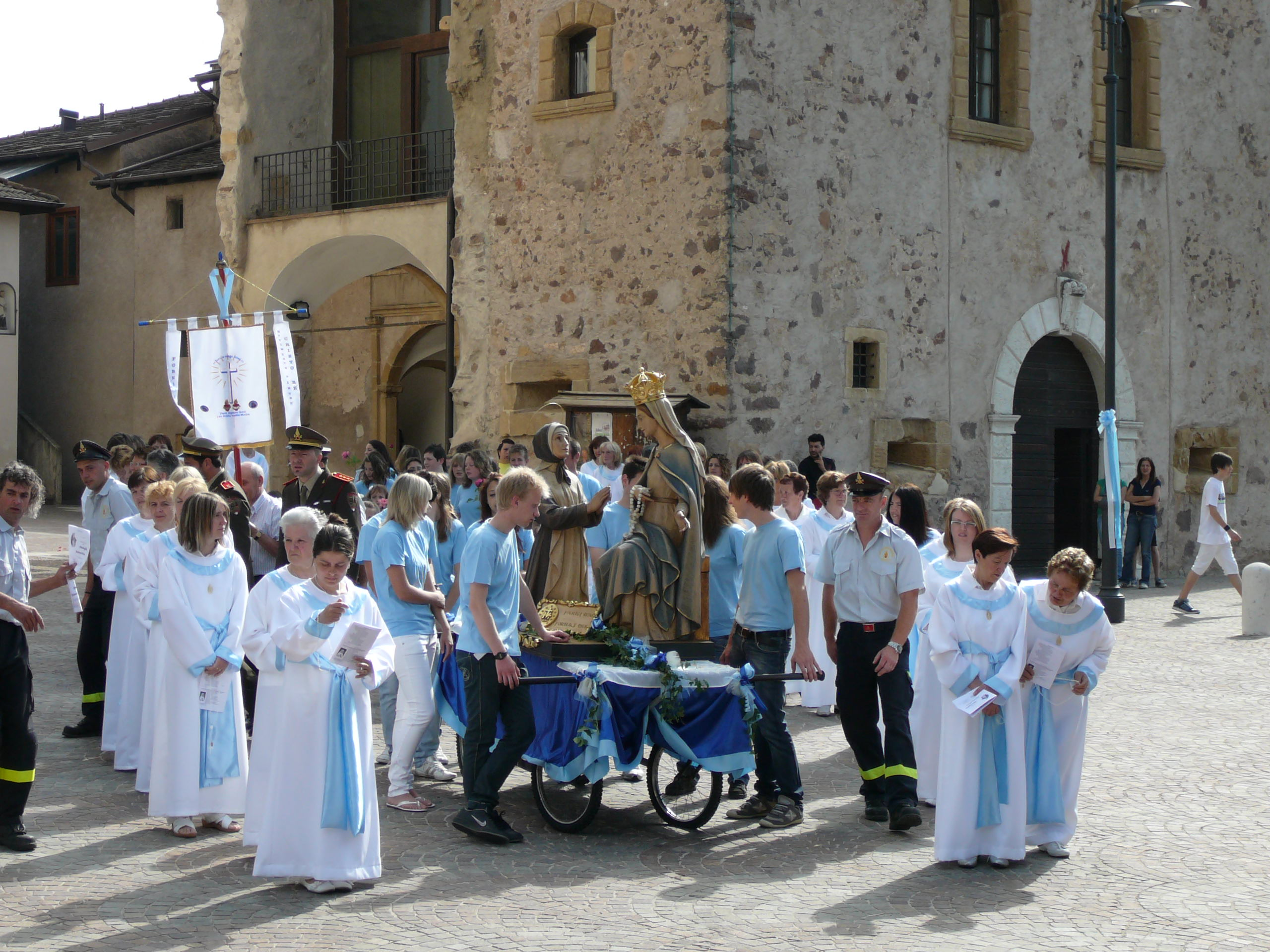
Vista della piazza del castello (sullo sfondo) in occasione della festa della "medaglia miracolosa"

Il sentiero di monte Piano prende avvio dal paese e con andamento circolare percorre le propaggini più orientali dell'Argentario, non troppo lungo e neanche troppo pendente. Fornace è strettamente legato al sovrastante altopiano dell'Argentario fin dal nome, il quale deriverebbe dai forni fusori nei quali anticamente veniva lavorato il materiale estratto delle numerose miniere d'argento della zona. Procedendo lungo il percorso non si può non rimanere colpiti dagli squarci aperti dalle cave di porfido, la pietra di origine magmatica che ha sostituito gli antichi metalli preziosi quale locale fonte di ricchezza. Percorrendo l'altopiano si entra invece in contatto con il mondo delle canope. È difficile immaginarsi che per gran parte del Medioevo questo luogo che ci appare oggi come un ameno susseguirsi di dolci prati e verdi boschi sia stato una sorta di bolgia infernale nella quale migliaia di uomini perforavano il sottosuolo con una fitta rete di gallerie orizzontali (le canope) e di pozzi verticali (i cadini), per cavare con pericolo e fatica la preziosa galena argentifera. Il sentiero, prima di scendere a Fornace, transita presso l'imbocco di una delle canope meglio conservata e più vasta: la canopa del Raita, la quale appare come un antro inquietante che sprofonda nella roccia. La leggenda vuole che dei nani (lo si desume dalle modeste dimensioni delle gallerie) avesse scavato per i padroni di Trento tutto l'argento disponibile in quel florido sottosuolo. Dopo averlo portato a Trento vennero festeggiati durante un sontuoso pranzo dato in loro onore. La leggenda si tinge di drammatico quando ricorda che questo pranzo in realtà risultava essere una trappola nella quale tutti quei poveri minatori trovarono la morte per avvelenamento. Altra leggenda molto simile e dalla quale probabilmente prende spunto, narra che Bernardo Clesio detto Bernardo Cles voleva far abbassare le arie ai minatori delle vene d'argento della città, invitò quindi i loro rappresentanti ad un banchetto nel castello e fece servire per tutti cibi avvelenati. I minatori morirono, ma Cles, che pure aveva mangiato gli stessi cibi, no: pare avesse assunto un controveleno a base di marangolo, una sorta di arancio amaro. Nonostante la leggenda, nel cortile del Buonconsiglio l'albero del marangolo c'è.

## Storia
Fornace paese molto antico, viene ricordato in alcuni documenti dell'845. Fornace è sparso sulle morene wurmiane terrazzate del versante sud-est di Monte Piano tra le formazioni arenarie del Permiano ed i porfidi della "piattaforma porfirica". L'abitato cinge il dosso della chiesa e del castello che verso oriente scende ripido e fittamente terrazzato. Gli agglomerati originari erano disposti a "cormei" con la corte interna e le brune sovrastrutture lignee.
Paese della bassa Pinetana ed ultimo comune del lato nord-est della Comunità Alta Valsugana deve molto probabilmente il suo nome alla presenza delle fornaci per la cottura e la fusione dell'argento che si estraeva in epoca medioevale ed alto medioevale dalle gallerie chiamate in gergo "canope" del Montepiano e del vicino monte Calisio.
Questa importante attività mineraria è scomparsa da quasi 500 anni ed in passato abbastanza recente anni venti, ha lasciato il posto ad una nuova attività, tuttora molto fiorente, l'estrazione e lavorazione del porfido, che si estrae dalle pendici del Monte Gorsa e del Monte Piano.
Fino al 2010 erano in attività 16 concessioni/autorizzazioni allo scavo (nel 2021 in attesa dei nuovi bandi d'asta sono 11), più numerose ditte individuali, con un totale di oltre 300 addetti ed il paese sta vivendo una stagione, che oscura i tempi di ristrettezza e miseria del passato ove l'unica fonte di sostentamento era data da una povera attività agricola, in conseguenza anche delle modeste dimensioni delle proprietà, in moltissimi casi non si riuscivano a creare le condizioni minime per la sopravvivenza, l'unica possibilità era l'emigrazione.
L'esodo più massiccio e documentato avviene fra il 1874 e il 1877 ove circa 240 persone emigrano in Brasile nello Stato di Santa Caterina. Vi sono discendenti "Fornasi" sparsi un po' in tutto il mondo: Europa, Nord America, Sud America.
Mentre il bosco attorno al paese era ed è considerato come una fonte di legname rivolto per lo più all'uso combustibile, con popolamenti degradati, fortemente depauperati nel passato anche per l'aggiunta dell'attività pastorale, il paese ha saputo nel tempo mantenere e valorizzare quel comparto di bosco, che sebbene staccato, collocato in un'altra vallata, ha sempre costituito una fonte di ricchezza, di benessere e considerata alla stregua di una "cassaforte di legno". Benché collocata lontana, fuori dalla portata per uno sfruttamento normale di uso civico (legna da ardere), il paese di Fornace è riuscito a mantenere sempre forte quel legame culturale, che ha permesso di valorizzare e migliorare il patrimonio.
Il paese di Fornace apparteneva alla Magnifica Comunità Pinetana fin dal Secolo XII, però per aspetti sociali ed economici già nel XIII secolo è governata da un sindaco proprio e da un giurato, anche se l'ordinamento comunale è regolamentato fino al 1429 dagli statuti della Montagna di Pinè. Con rogito notarile del 29 aprile 1519 il comune di Fornace si stacca definitivamente dalla comunità Pinetana rideterminando i propri confini territoriali (gli attuali) ed ottenendo il possesso di un territorio silvo-pastorale poi al territorio comunale (comune amministrativo Fornace prima parte 724 ettari) in Val di Fiemme allora chiamato Monte Campo Larice (ora Fornasa) in virtù del fatto che Fornace esercitava da tempo immemorabile, all'interno della comunità, in Campo Larice ed altri territori più vicini, l'antico diritto di uso civico per quanto riguarda legname, pascolo e selvaggina.
Con la divisione con la comunità di Pinè la Villa di Fornace, si è data dei propri statuti Statutum Villa Fornacis del 23 luglio 1573 che sono introvabili nella versione originale. Da tradizione orale tramandata di generazione in generazione, come punizione per aver sciolto il patto con Pinè, Fornace venne confinata per quanto riguardava l'uso civico nell'angolo più remoto e scomodo in Val Cadino, oltre Campo Larice quel territorio venne poi chiamato Bosco della Fornasa e Valletta.
Si ha notizia che nel XV secolo e precisamente nel 1550 la comunità di Fornace affitta il Campo Larice a Ser Pietro figlio del fu Girardi di Castello di Fiemme per la durata di anni 36 per un compenso complessivo di 260 ragnesi da versarsi in quote annuali. Entro le prime rendite ufficiali del nuovo territorio.
Per quanto riguarda Campo Larice non si sono trovati documenti di Controversie con l'I.R. Erario Forestale austriaco, come per esempio esistono per il Monte Albiano; il risultato comunque è lo stesso, questa porzione di territorio "Fornaso" viene incamerato dall'Imperial Regio Fisco mentre la Fornasa e Valletta sono sempre rimaste in uso e proprietà alla comunità di Fornace pur ricadendo nel comune catastale di Valfloriana.
Dalla delibera comunale che recita «Monte particolarmente prezioso al Comune di Fornace il "Bosco alla Fornasa" in Cadino se, dopo ponderata riflessione, la rappresentanza comunale aderisce nel 1926 al piano di coltura (elaborato dall'Ispettorato forestale di Cavalese) considerato che il comune potrà trarne notevole vantaggio negli anni futuri, malgrado implichi per il bilancio comunale una spesa complessiva annua di Lire 565,50 per la durata del rimboschimento, che secondo il preventivo dovrebbe essere completato solo alla fine dell'anno 1936», si può dedurre che l'eccessivo sfruttamento come pascolo, ed i tagli costanti del bosco, aveva ridotto quest'ultimo in cattive condizioni tanto da dover intervenire con impianti per ben 10 anni.
Le malghe (erano 4) e sono ora in completo abbandono e stanno scomparendo pian piano anche le tracce. Ma al tramestio degli armenti al pascolo, si è sostituito il fugace ed elusivo movimento di ungulati. Sono presenti il cervo, il capriolo ed il camoscio che in questo ambiente pochissimo antropizzato, trovano il loro habitat ottimale. Nei secoli scorsi più volte si presentò l'ipotesi di una vendita e cessione della proprietà.
Nell'immediato secondo dopoguerra si propose anche la realizzazione di una segheria in loco per lavorare direttamente il legname e procedere alla vendita diretta di assi e travi, ma la maggioranza del consiglio comunale avversò questo progetto e non se ne fece nulla.
Sicuramente il bosco di Fornasa, come d'altronde tutta la Val Cadino è stato sfruttato sin dai tempi antichi; il taglio del legname era praticato anche nel 1700, mentre prima sicuramente la zona era meta di caccia. Prova il fatto che già all'epoca del Mesolitico (IV - V secolo a.C.) la zona fosse frequentata da cacciatori, come lo indicano le recenti scoperte avvenute nei pressi del lago delle Buse (2050 m) con reperti di selci per asce. D'altronde anche il bosco di Fornace era un tempo facilmente accessibile, infatti mentre l'attuale strada del Passo del Manghen risale alla fine del Settecento, prima la via di passaggio che collegava Fiemme con la Valsugana era data da un sentiero-mulattiera che passava attraverso il vecchio passo Cadino, percorrendo la strada della Scaletta verso la Malga Agnolezza e quindi a fianco della proprietà, lungo il rio Cadino. Anche le cime maggiori erano conosciute sin dai tempi antichi, probabilmente per scopi di caccia. Infatti il nome "Fregasoga" compare in alcuni scritti già nel 1243, Lorenzi usque ad fregam sogam, la cui etimologia potrebbe derivare da corde "soghe" impiegate per dirigere la caduta dei tronchi, o da bagnare delle corde perché non si spezzassero durante l'impiego degli argani "manghen" utilizzati per le operazioni di esbosco.
Un ultimo cenno meritano le cime soprastanti, in particolare il monte Croce, famoso per il suo punto di osservazione durante il primo conflitto bellico.
La viabilità vide la luce con i primi interventi datati anni 1920. Il bosco di Fornasa ha sempre rappresentato, almeno sino agli anni settanta, una notevole fonte di ricchezza per le esigue casse comunali del tempo. Ad esso si ricorreva ogni qualvolta si presentasse una necessità improvvisa o tale da non essere supportata dalle normali entrate. A tal riguardo si ricorda la "Fratta del Campanil" realizzata attorno agli inizi del 900 per rifare il campanile della chiesa. Ma non solo il taglio del 1948 per poter realizzare l'acquedotto comunale. È da menzionare anche l'ingente danno patrimoniale causato dall'alluvione del 1966, i segni visivi ed economici dell'evento si notavano fino a qualche anno fa.

### Simboli
Stemma
Lo stemma comunale è stato riconosciuto con decreto del Capo del Governo del 24 settembre 1931.
Il sito del comune riporta una blasonatura più dettagliata: D'oro alla torre scalare di uno, in porfido, murata di nero, merlata alla ghibellina, di sei pezzi alla balconata e di quattro in sommità, aperta del campo ai piani terreno e primo. Corona murale di Comune, come ornamenti a destra una fronda d'alloro fruttata di rosso, a sinistra una fronda di quercia ghiandifera al naturale, legate sotto la punta dello scudo da un nastro azzurro.
Gonfalone
Il gonfalone è stato adottato con deliberazione della Giunta provinciale del 30 ottobre 1987, n. 11757.

## Monumenti e luoghi d'interesse

### Architetture religiose

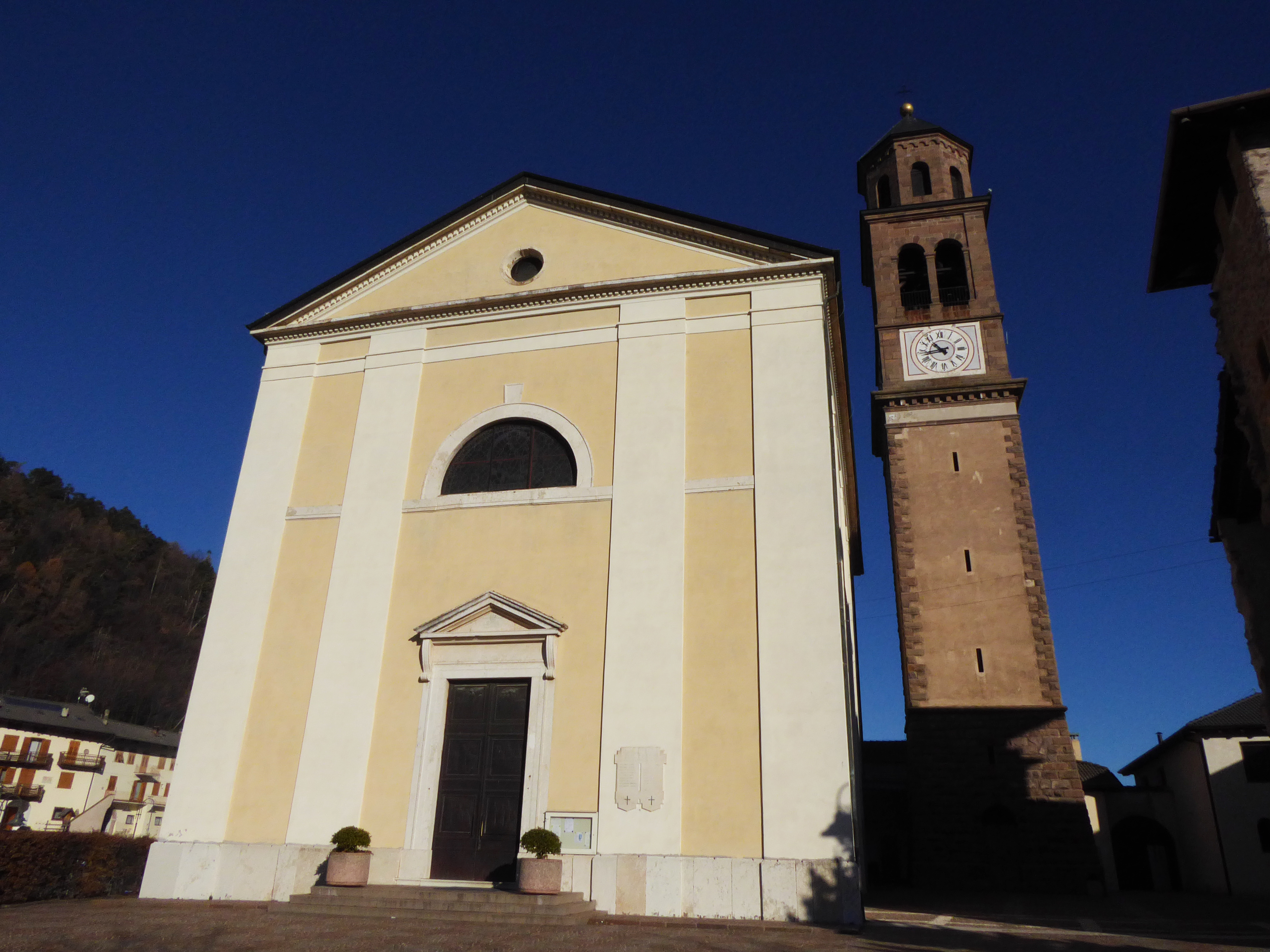
Chiesa di San Martino

- Parrocchiale di San Martino. Solo nel 1857, venne iniziata la costruzione della chiesa parrocchiale di San Martino con il conseguente parziale abbattimento dell'antica costruzione e l'utilizzo dei materiali recuperati per l'erezione del campanile. Il campanile è stato da poco ristrutturato per riportare al massimo splendore la sua bellezza. Le sue campane rendono davvero unico il complesso religioso: otto campane in bronzo, dal tocco unico, la cui registrazione ancor oggi è trasmessa in molte parrocchie italiane prive di campane. Interessante ricordare l'imponente organo presente nella chiesa che oltre ad accompagnare le funzioni religiose, è stato spesso utilizzato per concerti. Del castello che fu l'antica residenza dei Roccabruna sopravvive una sola ala, oggi utilizzata come sede di uffici comunali e sale polifunzionali varie, ACLI, gruppo giovani, sede delle prove della corale polifonica del paese. È del dicembre 1894 una planimetria a firma del geometra civile Egidio Filippi che riproduce la situazione del complesso chiesa e castello con l'inserimento del nuovo campanile, ed il 3 gennaio 1898 venne decisa la costruzione del nuovo campanile secondo il progetto del geometra Filippi. Si ricorda che il campanile non era stato costruito contemporaneamente alla chiesa (costruita nel 1858) giacché a quel tempo esisteva in mezzo al castello una torre destinata a questo scopo che crollo durante la costruzione della chiesa. Per le spese di costruzione, oltre al contributo del comune erano chiamati a partecipare tutte le famiglie di Fornace, in base all'ammontare delle loro proprietà. I più benestanti del tempo erano i baroni Valentino e Isidoro Salvadori, eredi dei conti Roccabruna, che possedevano circa un sesto della superficie territoriale del comune di Fornace, tra cui i Fondi, le Palù da S. Antonio alla Marèla, il Campogrande, i prati del Tavolon, il bosch del Sior, il Mas del Rondolar, la casa Mersi e il Palaz casa Roccabruna. Ma i Salvadori non si condivisero dell'idea di partecipare alla spesa in base ai possedimenti e decisero di vendere tutte le loro proprietà nel comune di Fornace. Allora il comune posticipò l'inizio dei lavori e acquisì quanto apparteneva ai Salvadori impegnando nell'acquisto i liquidi disponibili alla costruzione del nuovo campanile ed inoltre, per completare il pagamento assunse un prestito alla Cassa di Risparmio di Trento e Rovereto, garantito con la sottoscrizione di tutta la giunta comunale. La proprietà Salvadori è stata subito frazionata dal comune ed ogni famiglia poté partecipare all'acquisto delle case o della campagna. A quanti non erano in grado di pagare subito, il comune concedeva ugualmente la proprietà, dilazionando il pagamento con il versamento di rate annuali pari al 5% minimo, senza interessi; in questo modo anche le persone che non disponevano di capitali erano in grado di avere una piccola proprietà. Il campanile è uno dei beni monumentali più importanti della comunità, sia dal punto di vista storico che affettivo, che accompagna gli eventi principali di ogni individuo. I lavori furono appaltati nella cancelleria comunale, presente il capocomune Giacomo Roccabruna, il 26 aprile 1904 al maestro muratore Fortunato Bernardi di Montagnaga che offrì il ribasso dell'1% sul prezzo di prima grida - che riguardavano lavori da capomastro - pari a Corone 9.709,12 e proseguirono nell'anno seguente con il contributo attivo dei censiti che, in 123, si obbligarono ad offrire gratuitamente 565 giornate di lavoro ed altre 59 coi bovi per il trasporto dei materiali. I lavori furono ultimati nel 1906, come previsto dal contratto.

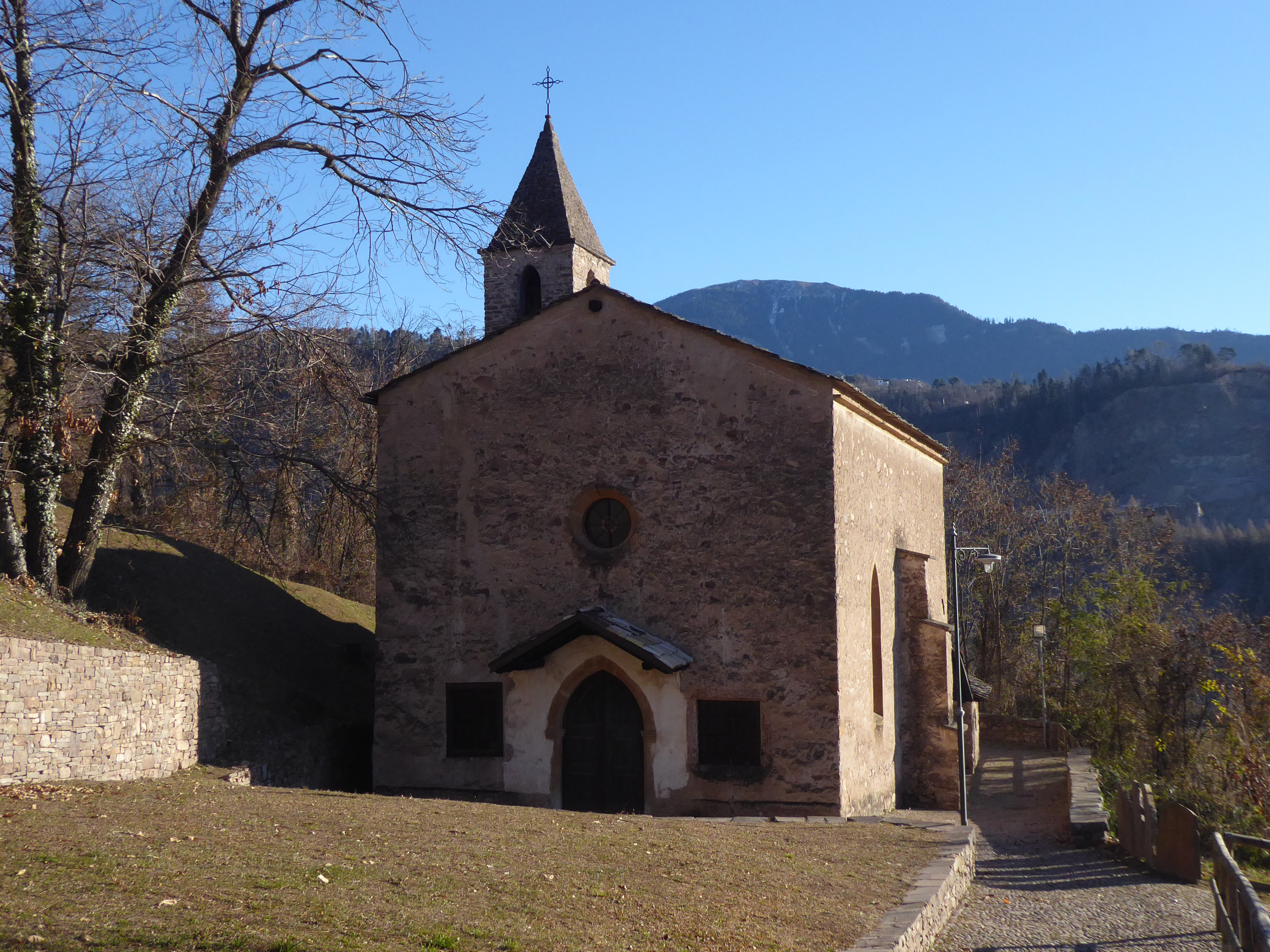
Chiesa di Santo Stefano

- Chiesa di Santo Stefano. La chiesa della frazione di Santo Stefano è uno degli edifici sacri più antichi del territorio, la costruzione originaria risale con tutta probabilità al 500-600 d.C. ed era dedicata al vescovo di Cartagine, san Cipriano. Questa fu la prima pieve solo in seguito lo divenne la chiesa di San Mauro posta sull'omonimo dosso. Una stradina dal versante di Lases ed Albiano s'inerpicava verso la chiesetta ed era chiamata la strada dei morti, perché dai paesi sopra nominati venivano portate le bare a spalla fino al luogo di culto. Ai piedi del viottolo che portava al tempio sorgeva uno spitale per i viandanti. L'antico tempio venne ricostruito nella forma tardogotica attuale agli inizi del Cinquecento. Al suo interno notevoli sono gli affreschi e il pavimento in lastre di porfido, sotto la cui superficie sono custodite diverse sepolture, alcune di queste avevano un soldino in bocca, il quale conserva un lembo di mosaico risalente all'XI secolo. Nel 1400 alla struttura originaria venne aggiunta l'abside poligonale di tradizione gotica, che ancora oggi caratterizza la chiesa dipinta con affreschi del XVI secolo. All'ingresso sono raffigurate le vergini stolte e le vergini savie, al centro del reticolato è raffigurato il Cristo, mentre negli spicchi trovano posto gli Evangelisti, i dottori della Chiesa e le sante Lucia e Chiara. L'ultima aggiunta, avvenuta nel XVII secolo è quella della sacrestia. All'esterno della chiesa era presente un piccolo altare in pietra che veniva utilizzato per officiare la messa in occasione dello scoppio di epidemie, allo scopo di evitare che l'affollamento dei fedeli entro l'edificio favorisse la diffusione del contagio. Secondo la tradizione orale un uomo, al momento della consacrazione, usciva dalla chiesa con un bastone al quale era appeso un panno bianco e lo sventolava per rendere partecipi i fedeli radunati sui dossi che a quel tempo erano privi dell'attuale vegetazione. Tutti gli anni, il giorno successivo al Natale, la popolazione locale si riunisce nella piccola chiesetta per assistere alla messa. Una celebrazione davvero suggestiva, in un posto isolato, appartato e negli anni più nevosi, immerso nella neve. La chiesa è stata luogo nel 2007 di un drammatico incidente dove ha visto perdere la vita un abitante di Fornace.

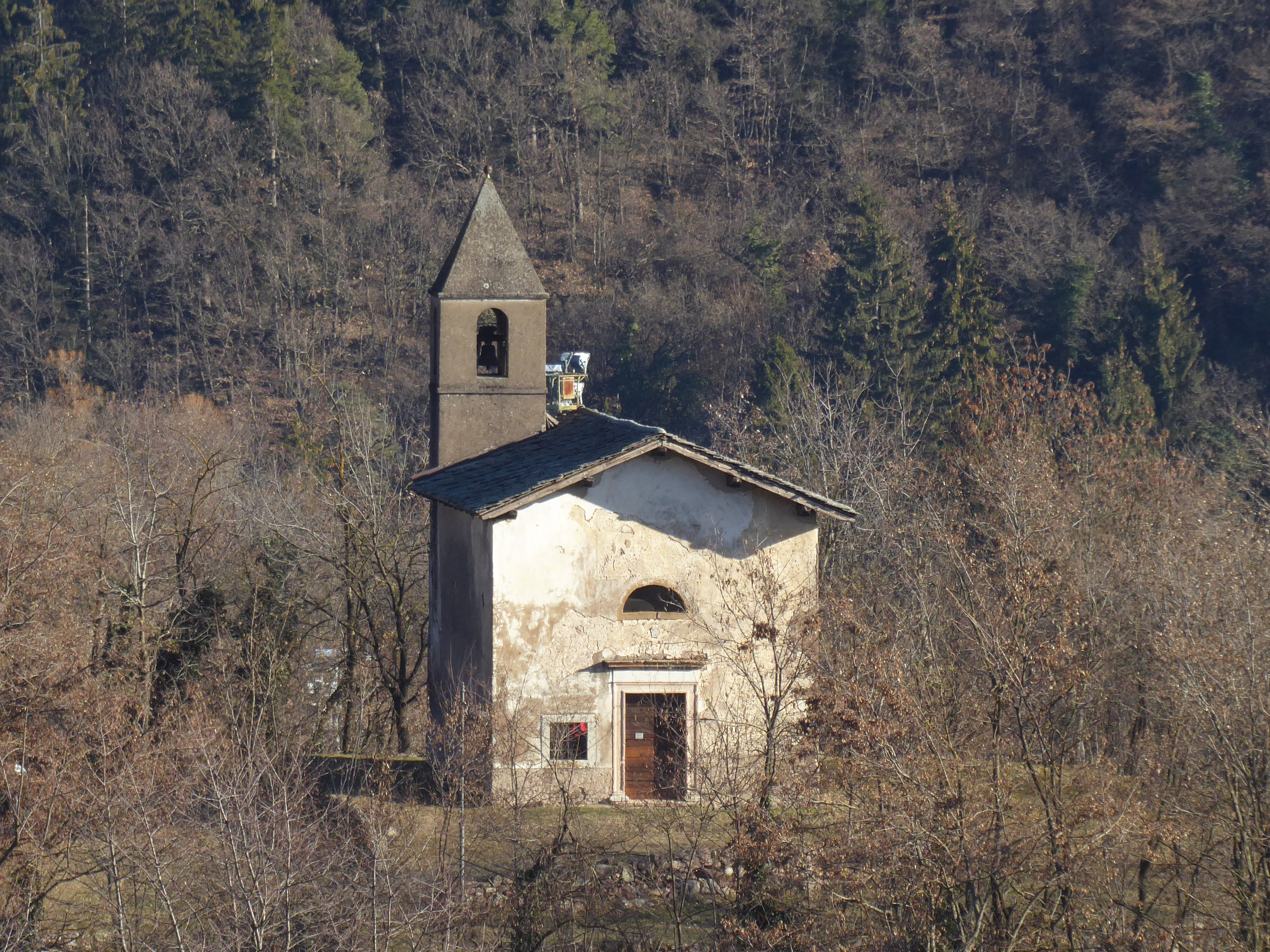
Chiesa di San Rocco

- Chiesa di San Rocco. Come voto della peste del 1600 fu eretta in località montesel la chiesetta di San Rocco, il santo pellegrino vissuto nel 1400 protettore contro il terribile flagello della peste. San Rocco, che era stato colpito dal morbo mentre prestava assistenza alle vittime della malattia a Piacenza, è di solito raffigurato in abiti da pellegrino. La cappella fa parte del cormel (columello) di cortiveder uno dei cinque columelli più antichi. Nel 1697 i visitatori vescovili notarono la presenza della chiesetta in onore di san Rocco e ne raccomandarono il pronto restauro. Nel 1789 la chiesetta, di proprietà della famiglia Guadenti, dopo meticoloso lavoro era restituita all'antico splendore. San Rocco è chiamata anche Ecclesia Sancti Rochi in agro, con chiaro riferimento alla sua posizione privilegiata, immersa in una cornice rurale. Questa chiesetta è nominata nel testamento di Gerolamo a Roccabruna e in tale documento il feudatario chiede che ne venga ultimata la costruzione con una certa sollecitudine. Oramai poco usata, solamente in alcune occasioni, ad esempio la festa di San Rocco il 16 agosto, patrono del cormel di cortiveder, in tale occasione si svolgono delle funzioni liturgiche al suo interno.

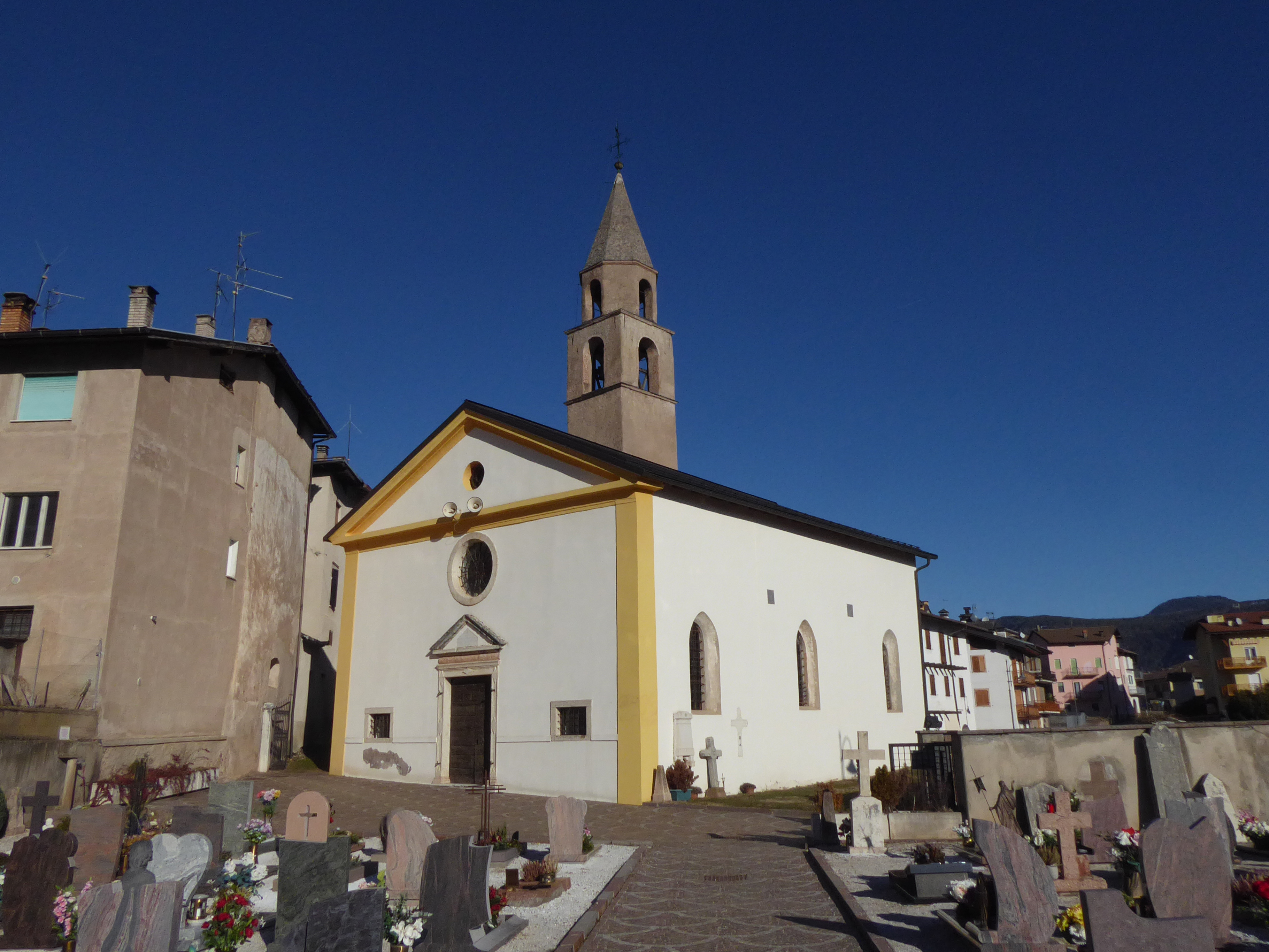
Chiesa di Sant'Antonio

- Chiesa di Sant'Antonio. Adiacente al cimitero sorge la piccola chiesa dedicata a sant'Antonio dopo la costruzione della chiesa parrocchiale, antecedentemente dedicata a San Martino. La chiesa è presente in documenti del 1200 quale chiesa ove celebrava le sue funzioni il primissario essendo la parrocchiale in San Mauro dove venivano celebrati anche i battesimi. Nella chiesa di S. Antonio Abate di Fornace è custodito un altare ligneo contornato da piccole pitture in tondi raffiguranti la vita di Gesù e della Madonna mentre manca la pala dedicata a san Martino ora nella nuova parrocchiale. L'altare reca alla base gli stemmi dei Roccabruna ed è, senza dubbio, un dono votivo dei Signori di Fornace

### Architetture civili

#### Palazzo Salvadori
L'attuale Palazzo Salvadori era originariamente un edificio nobiliare seicentesco di proprietà della potente famiglia Roccabruna, documentato nel 1837 da un acquerello ritrovato al Ferdinandeum Museum di Innsbruck. Realizzato con materiali poveri ed in più interventi e tempi che ne hanno complicato notevolmente l'intervento di recupero all'originario impianto; questo fattore è abbastanza curioso, considerata l'importanza e la grande disponibilità anche economica della nobile famiglia. Al suo interno vi era una cappella, come da consuetudine in uso nelle residenze nobiliari di una certa importanza. Alla metà dell'Ottocento i baroni Salvadori, coeredi diretti della casata estintasi in linea retta nel 1835, trasformarono l'edificio in dimora signorile di stampo veneziano con il collocamento sulla facciata principale di due rampe di scale e le realizzazione del salone affrescato con ritratti e stemmi nobiliari (nella pavimentazione del salone si ritrova la data 1844). Nel corso della sua storia l'edificio ha subito diverse pesanti ristrutturazioni, in particolare negli anni cinquanta, che ne hanno alterato profondamente l'aspetto originario.
Il palazzo passò dai Salvadori al comune in data 18 luglio 1898 per un corrispettivo di 45.000 fiorini austriaci. L'acquisto dell'immobile dal Barone Salvadori nasce dal rifiuto dello stesso di compartecipare a determinate spese, tra le quali quelle per la realizzazione del campanile. Vigeva infatti il principio secondo cui ognuno contribuiva al mantenimento e alla realizzazione delle opere in base alle sue facoltà e al reddito, e così gli amministratori del tempo gli proposero di acquistare non solo la Casa Nobile, ma anche masi e proprietà. Merita di essere citata poi la consegna dei fondi lottizzati dal comune e distribuiti alle varie famiglie che facevano richiesta di acquisto. Tali lotti e case venivano venduti direttamente a coloro che avevano le risorse finanziarie, e ceduti in affitto a coloro che non ne avevano. Successivamente, tutti i lotti e case furono venduti, tranne Palazzo Salvadori. Per far fronte al notevole impegno finanziario, il comune deliberò di sospendere i lavori di realizzazione del campanile, e di contrarre un mutuo con la Cassa di Risparmio di Trento di 35.000 fiorini (allora non era ancora nata la locale Cassa Rurale). Finalmente anche le terre fertili diventarono proprietà del semplice contadino locale.
Adibito fin dall'inizio a "casa sociale", e messo a disposizione della comunità, vi hanno trovato sede attività prettamente contadine al piano terra (come il macello) e al piano superiore un'osteria dopolavoro; nel salone affrescato si tenevano manifestazioni danzanti nelle occasioni di festa, si esibiva la locale filodrammatica. Vi aveva trovato sede l'asilo fino al 1956, l'ambulatorio medico, poi l'ufficio postale, abitazioni per insegnanti della scuola elementare. L'ultima inquilina del Palazzo fu la maestra Lucia Colombini.
Nei primi anni quaranta è divenuta sede comunale, rimasta tale fino al 1992, quando il comune è ritornato a Castel Roccabruna.
Restaurato infine nel 1999 ed inaugurato.
La struttura presenta una superficie utile di circa 730 m² distribuita su tre piani. Al piano terra sono stati ricavati i depositi e gli spazi per il Circolo Anziani e l'Università della Terza Età per una superficie di 163 m² che comprendente anche una cucina attrezzata. Al "piano nobile" - oltre al salone decorato (che viene utilizzato per mostre permanenti, riunioni e come sala di rappresentanza del comune) sono messe a disposizione del punto di lettura della biblioteca quattro sale per complessivi 150 m². Infine al piano sottotetto sono stati ricavati ulteriori spazi da mettere a disposizione delle associazioni locali.

#### Fontane
Le fontane rappresentano non solo la testimonianza di elementi storici essenziali per soddisfare l'esigenza dell'approvvigionamento d'acqua all'interno del nucleo abitato; nel corso dei secoli esse hanno infatti trasformato i luoghi dove sorgono, rendendoli fondamentali punti di passaggio, luoghi d'incontro e di riconoscimento di un'intera comunità.
L'amministrazione comunale ha fatto sistemare e restaurare recentemente le fontane comunali Ferari, Portici, Pozzat, Spiaz, Cortiveder e Zorzi. Le prime cinque fontane si trovano all'interno del nucleo storico di Fornace, mentre la fontana Zorzi è collocata nell'omonimo nucleo a sud del paese. Prima di queste era stata restaurata la fontana di S. Stefano.
La fontana Ferari si trova all'incrocio tra via dei Ferari e via S. Martino, nei pressi della chiesa di S. Antonio abate. Una volta la fontana, a vasca unica di forma semicircolare, come la vasca monolitica delle fontane Portici, Pozzat, Spiaz e Cortiveder, era più a valle dell'attuale, alla quale si accedeva tramite un ripido sentiero a salesà ed era lambita dal rio San Martino che scorreva a cielo aperto per un tratto e precisamente dal columello Canonica Vecchia a quello dei Ferari; poi con un salto di alcuni metri continuava la sua corsa attraverso le palù ed i tovi; con i lavori di sistemazione della strada e della roggia, risalenti agli anni cinquanta venne interrata e sostituita con una fontana a due vasche rettangolari in cemento. Questa è stata a sua volta sostituita da una più simile a quella antica.
Salendo da via S. Martino e vicolo Portici, sempre lungo il percorso della roggia, si incontra un'altra fontana, chiamata Porteghi, costituita da due vasche, la più piccola è semicircolare, la più grande, con lavatoio in cemento, rettangolare. Della stessa forma sono la fontana del Borgolet, sotto il colle del Castello, la fontana di Spiaz, all'incrocio tra via Spiaz e via del Borgolet, e la fontana del Cortiveder all'incrocio tra vicolo Ortari da Fornas e via del Cortiveder. 
La fontana Zorzi, nel nucleo omonimo, è stata realizzata in tempi recenti interamente in cemento, rispettando la tipologia a due vasche, di cui la più grande con lavatoio.
L'analisi dei materiali ha permesso di fare alcune ipotesi sull'origine di queste fontane. In particolare le fontane Portici, Pozzat, Spiaz e Cortiveder hanno la vasca più piccola di forma semicircolare, monolitica, in pietra calcarea locale – rosso ammonitici di Trento di colore bianco, lavorata piuttosto finemente a martellata media, con bordo superiore leggermente in rilievo e lavorato con martellata fine. La vasca rettangolare è costituita da lastre o specchi in pietra calcarea locale di colore rosso, incastrate in pilastrini parallelepipedi in pietra calcarea locale bianca. La differenza di materiale lapideo e di lavorazione delle superfici potrebbe indicare una differenza temporale delle vasche semicircolari rispetto a quelle rettangolari. In base a tale ipotesi le due date scolpite sugli specchi delle vasche rettangolari delle fontane Portici (1870) e Pozzat (1873) indicherebbe il periodo in cui venne realizzato l'assemblaggio delle antiche vasche semicircolari, una volta indipendenti e accostate a muro, alle vasche rettangolari più grandi con funzione di lavatoio e abbeveratoio. Per quanto riguarda la fontana Cortiveder, la costruzione della vasca grande risale al 1720 come scolpito sul fianco della vasca stessa. La sagomatura del lato rettilineo delle vasche semicircolari di Pozzat e Spiaz indicherebbe l'incastro della vasca semicircolare ad un elemento a muro; i due fori sul bordo semicircolare indicano la presenza di due ferri per appoggiare i secchi e rivelano l'originaria posizione del getto d'acqua, asimmetrica rispetto all'asse del semicerchio.
I lavatoi in cemento vennero aggiunti alla metà del secolo scorso, forse in sostituzione di strutture fatiscenti. Le fontane Ferari e Zorzi vennero in tale occasione completamente riedificate.
Nel 1800 il paese di Fornace era caratterizzato non come ora da un unico conglomerato urbano, ma da diversi e ben distinti raggruppamenti di case detti Columelli, conosciuti anche come Cormel. I cormei antichi sono cinque: Cortiveder, Ferari, Pistol, Spiaz, Borgolet, la numerazione delle case fino agli anni sessanta rispettava l'appartenenza ai vari columelli. Nel 1600 si aggiunsero altri due columelli (cormei) quello detto Canonica Vecia (vicolo Porici) e quello di Sant'Anna con l'omonimo capitello. Riferimento degli abitanti di queste abitazioni era il capo del proprio Columello (si potrebbe paragonare ora al fiduciario frazionale ove esiste), designato dalla rappresentanza comunale, ed al quale riferivano le istanze ed i bisogni collettivi del Columello. Egli inoltre organizzava e controllava i lavori collettivi ai propri colmelisti.

### Architetture militari

#### Castello Roccabruna

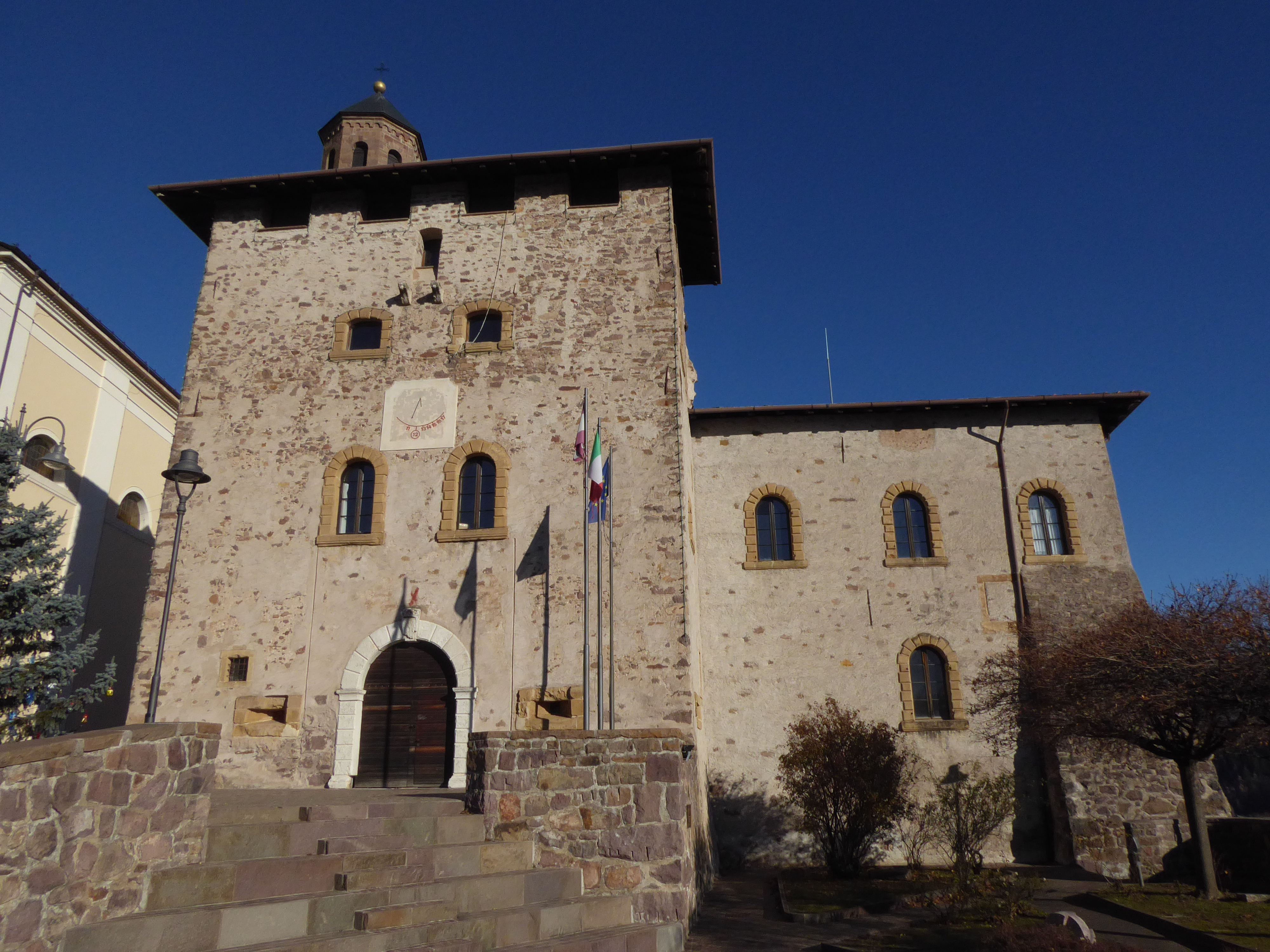
Castel Roccabruna, o Castel Fornace

I più antichi documenti relativi al castello sono del 1191 e 1198, nei quali viene nominata la torre di Fornace.
Primo Signore fu probabilmente Orlandino artefice di questa costruzione realizzata forse assieme ai figli Pegorarius e Wilielmus che pure si fregiano dell'appellativo di signori di Roccabruna.
Si può a ragione supporre che in origine si trattasse di una torre fortificata, come la maggior parte degli insediamenti di questo tipo nel Trentino, attorno alla quale successivamente si sono costruite le mura difensive, assumendo i connotati di rocca.
Nel 1424 nell'investitura concessa dal principe vescovo Alessandro di Marzovia a Cristoforo e Antonio Roccabruna, l'edificio è citato nuovamente quale castello di Fornace. La ricostruzione fu attuata presumibilmente attorno alla prima metà del Quattrocento e ciò sembra confermato dalla presenza di alcuni elementi architettonici messi in luce durante i lavori di restauro. Da questi però non è possibile ricostruire una attendibile immagine del castello.
Si tratta di alcuni ampi archi al piano terra lungo il muro interno del portico, tracce di finestre dai contorni in pietra arenaria gialla che si trovano collocati in corrispondenza degli attuali solai e leggibili sia nella parte interna che sulle murature esterne e che denunciano una diversa quota dei solai originari.
È agli inizi della seconda metà del Cinquecento che il castello di Fornace assume una certa rilevanza nell'ambito dell'architettura rinascimentale trentina.
Dei due fratelli autori della ricostruzione del castello di Fornace Giacomo è il più giovane ed è menzionato la prima volta in documenti del 1535; nel 1549 succede allo zio Ambrogio (+ 1557) quale capitano di castel Selva, nel 1593 stese il suo testamento e nello stesso anno il figlio lo sostituisce quale capitano di castel Selva. Dei due fratelli Giacomo ebbe senza dubbio minore incisività rispetto a Gerolamo in merito all'erezione del castello di Fornace.
Gerolamo Roccabruna nacque il 21 luglio 1525. Nel 1548 era chierico ed in qualità di familiare accompagnò il cardinal Cristoforo Madruzzo in Spagna, il 19 agosto 1549 ed ottenne la parrocchia di Fondo, nel 1551 fu eletto canonico della cattedrale di Trento.
Il 13 luglio 1599 muore e viene sepolto nella navata settentrionale del duomo di Trento, tomba asportata assieme a tutte le altre nel 1893, ed è oggi conservata nello stabile di don Felice Sardigna alle Novaline.
La più antica riproduzione del castello cinquecentesco di Fornace è un disegno a penna del XVII secolo conservato nell'archivio dei Conti Trapp pubblicato dall'Ausserer nel suo volume su Pergine e dal Rasmo.
Nel 1565, Antonio Melotto, maestro muratore, fabbricò la torre del castello per 613 ragnesi secondo quanto riporta il Weber, confermando che i lavori intrapresi dai fratelli Gerolamo e Giacomo si protrarrono per diversi anni.
Come ricordato anche nelle lapidi murate nel prospetto del castello, i fratelli Roccabruna Gerolamo, canonico di Trento e Bressanone e Giacomo, capitano del castello di Selva, ristrutturarono l'edificio nel 1566 per opera dell'architetto Giovanni Antonio di Laino di Telvi. La ricostruzione del castello di Fornace si estese a tutto il dos area del vecchio recinto e risultò una mediazione fra forme architettoniche ancora medioevali ed il nuovo spirito rinascimentale espresse in modo particolare nel cortile d'onore e nel bel portale in pietra a bugnato e nelle finestre con fasciatura rustica, espressione del gusto estetico dei nuovi tempi.
È probabile che i Longobardi e franchi fortificarono la cima del Doss Trento, punto strategico di collegamento tra la Valsugana e la Valle dell'Adige, e da questi primi apprestamenti difensivi si sarebbe evoluto il successivo castello di Fornace, feudo della famiglia Roccabruna.
Il maniero fu rimaneggiato una prima volta nel 1462 da Giacomo Giovanni de Roccabruna e un secolo dopo venne ricostruito secondo lo stile rinascimentale dei pronipoti Girolamo e Giacomo. Nel 1853 esso, divenuto nel frattempo proprietà dei conti Giovannelli, fu venduto al Comune, che dopo un'accurata ristrutturazione e valorizzazione durata quasi un decennio e conclusasi nel 1989, dal 24 maggio 1992 anni lo utilizzerà come sede municipale.

#### Oasi alla Madonna delle Grazie

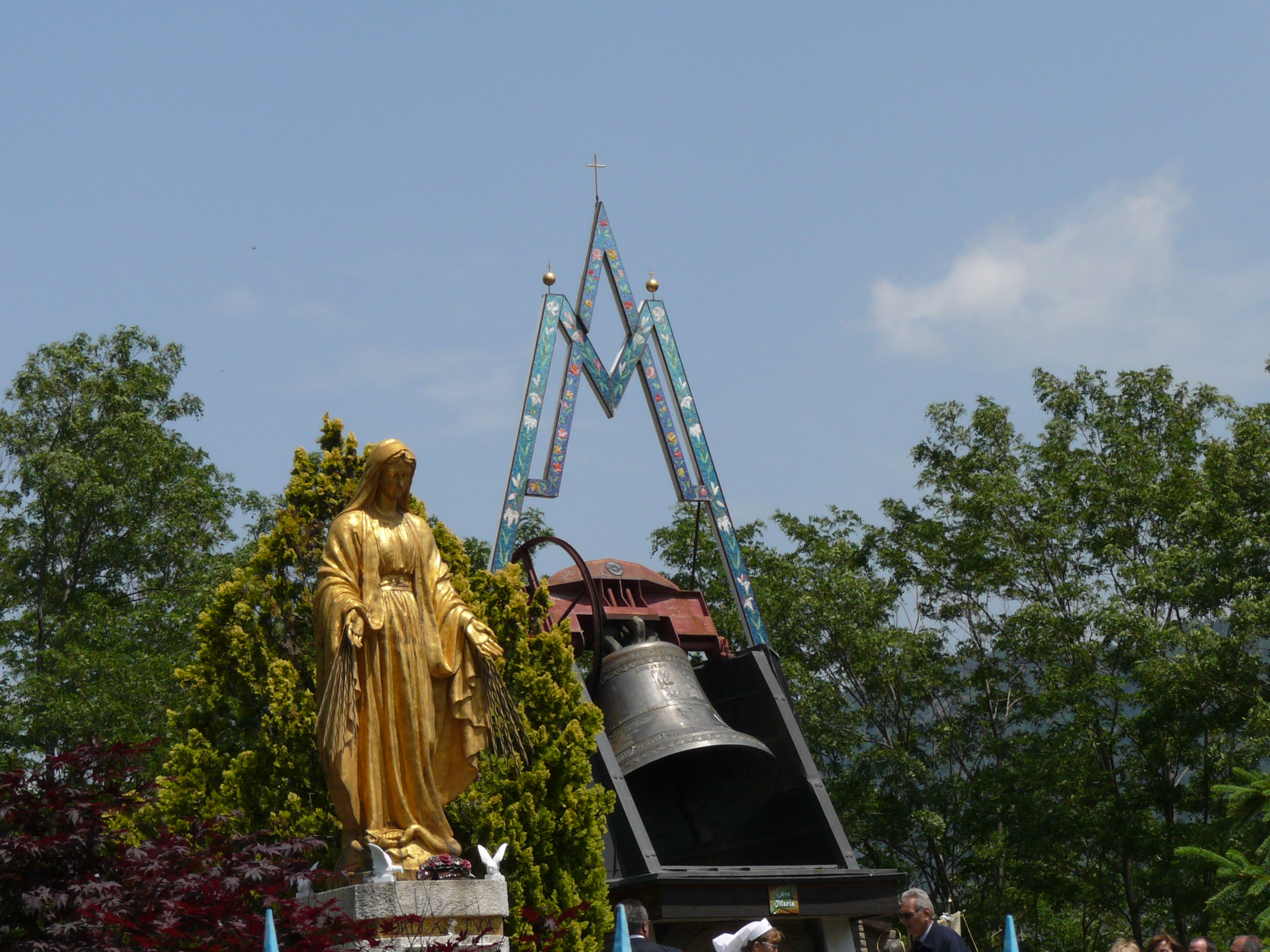
Il santuario alla Madonna delle Grazie, a Fornace

Pur non essendo il paese un luogo di apparizione della Madonna, alcuni abitanti di Fornace sono molto devoti alla Santa Vergine, tanto da aver costruito, sotto la guida economica e spirituale di padre Luigi Pisetta (deceduto poco tempo dopo aver realizzato il suo grande sogno di collocare nell'oasi copia della Medaglia miracolosa), un'oasi alla Madonna delle Grazie. Imponente è la Madonna dorata che si erge nel complesso spirituale. Accanto alla statua, negli anni ottanta, è stata posizionata un'enorme campana che rintocca durante il mese mariano di maggio alle 20 della sera. Recentemente, nel 2010 e a pochi mesi dalla scomparsa di padre Luigi, un nuovo elemento è andato ad arricchire quel luogo intriso di spiritualità: un medaglione di marmo di Carrara, fedele ricostruzione della medaglia miracolosa di santa Catherine Labouré, è stato portato direttamente da Massa Carrara dove è stato abilmente lavorato e scolpito artigianalmente. Per l'occasione tutto il paese si è riunito in una grande festa, che dopo la celebrazione religiosa nella chiesa principale del paese, ha visto la processione al santuario, col medaglione scortato dai Vigili del fuoco volontari del paese e accompagnato da 50 figuranti donne, vestite con abiti che ricordano la madre di Cristo.

### Aree naturali

#### Pian del Gac
Sopra al paese di Fornace si trova il Pian del Gac, una grande pineta immersa nella quiete e nel verde. All'estremo inizio, verso il paese, si trova un rinnovato parco giochi, un bar di nuova costruzione, un'ampia zona adibita a feste con annesso tendone e la mensa per i lavoratori delle cave. Importante ricordare l'annuale "Festa della birra" che si teneva nel mese di giugno e richiamava giovani da tutto il Trentino. Da alcuni anni la festa è stata sostituita da altri eventi di minore importanza.

## Società

### Evoluzione demografica
Abitanti censiti

## Cultura

### Arte
Antonio Chiesa realizzò per la nuova chiesa parrocchiale di S. Martino un dipinto su tela raffigurante San Martino ed il povero. Questo è datato 1858, e ha dimensioni pari a 324 x 202 cm. Nei primi anni del secolo scorso il dipinto fu posizionato a fianco della porta di ingresso della canonica allora situata nel Castello Roccabruna. Il dipinto che si trovava ancora ,in condizioni precarie, (assieme ad una vecchia stufa ad olle poi restaurata ed ora collocata nell'ufficio del sindaco), nel Castello durante i lavori di restauro dello stesso (1980), fu portato su espresso ordine dell'allora assessore provinciale ai beni culturali dott. Guido Lorenzi (originario di Fornace del quale va sottolineato l'impegno per il recupero del Maniero), presso il deposito del Castello del Buonconsiglio di Trento. Tale determinazione fu assunta dall'assessore in occasione di un suo sopralluogo per la verifica dei lavori fatto congiuntamente ai funzionari dei Beni Culturali ed alla Giunta comunale, ed ai quali manifestò il suo disappunto per tali carenze.
Il dipinto, del quale nel frattempo si era persa traccia, dopo accurate ricerche eseguite dal Sindaco dell'epoca (cav. Marco Stenico) è stato ritrovato nel 2004 privo di telaio, ed è stato fatto subito restaurare a cura e spese dell'amministrazione comunale. Lo stesso presentava un generale inaridimento, sia del pigmento pittorico sia dell'imprimitura a base di gesso e colla. Su tutta la superficie dipinta si rilevava una fitta crettatura con notevoli sollevamenti della pellicola pittorica (a scodella, a chiocciola), in alcune zone il distacco del colore era già avvenuto. L'arrotolamento della tela protrattosi per molto tempo aveva causato deformazioni e delle ondulazioni molto accentuate, soprattutto in prossimità del grande squarcio a forma di sette al centro del dipinto. La lacerazione di notevoli dimensioni era molto slabbrata e deformata dovuta probabilmente all'effetto del trauma subito dall'opera. In particolare una piega indurita attraversava il dipinto nella parte superiore, inoltre, numerose abrasioni, buchi e lacerazioni di grande e media entità deturpavano l'immagine.
Le deformazioni, acuitesi nel corso degli anni avevano provocato delle forti e prolungate trazioni sul colore, comportando fenomeni di deadesione del film pittorico che hanno determinato cadute estese del colore. Un denso strato di sporco e depositi di polvere oscuravano notevolmente la policromia originale, interferendo sulla corretta lettura del dipinto. La tela sul retro si presentava piuttosto grossa a trama regolare con notevole disomogeneità nello spessore del filato. Il supporto tessile composto di due teli cuciti tra loro in senso longitudinale nella parte centrale, presentava il segno dell'antica traversa del telaio originale.
Il dipinto, dal maggio 2005 si trova nella sala consiliare del Comune.

## Economia

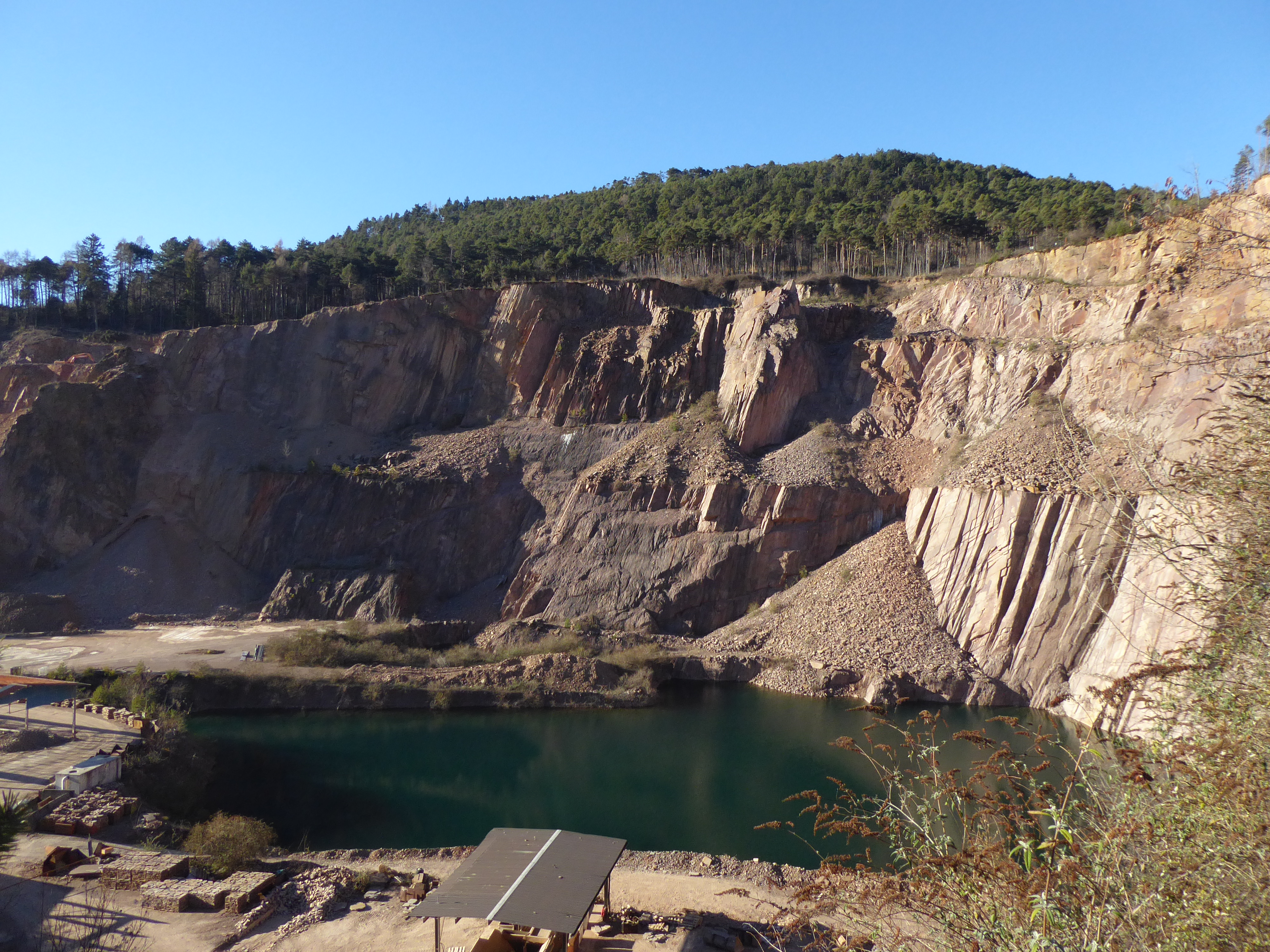
Cava di porfido sul Monte Gorsa, nel comune di Fornace

Da molti decenni l'economia del paese è sostanzialmente legata all'attività estrattiva del porfido e alla lavorazione e posa dello stesso. Numerosissime sono le ditte che estraggono e lavorano il prezioso materiale naturale estratto dalla montagna che sorgono attorno al paese. Queste aziende danno, e hanno dato, lavoro a moltissimi paesani ma anche a numerosi operai provenienti in particolare dal Marocco e dai paesi della ex Jugoslavia, operai che hanno lasciate le famiglie per il lavoro come secoli fa gli stessi "fornasi" avevano fatto per emigrare in Belgio (nelle miniere di carbone) o in Sud America.
A fianco a queste si sono sviluppate molte azienda artigiane abidite alla posa in opera del materiale nelle più svariate forme. Questi sono chiamati "posatori".
Ma l'attività estrattiva non è l'unica fonte economica del paese: nei decenni si sono sviluppate molte imprese edili e aziende artigiane legate direttamente all'edilizia: elettricisti, idraulici, pavimentisti, falegnami.
Ad oggi, la crisi che ha colpito l'economia mondiale sta facendo sentire il suo peso anche sull'economia del paese, in particolar modo se ci si riferisce all'attività estrattiva. Alcune cave sono state costrette a ridurre la produzione ed il personale, altre hanno cessato totalmente l'attività lavorativa. A febbraio 2017 l'amministrazione comunale ha messo all'asta dopo tanti anni un lotto cava, prevedendo degli effetti positivi su canoni cave, lavoro ed occupazione. Le difficoltà che sta vivendo il settore sono testimoniate proprio dalla partecipazione al bando (una offerta –in Ati, aspetto positivo perché evidenzia la capacità di aggregare e fare sintesi) e dalla ridotta offerta economica. Il bando secondo il criterio dell’offerta economicamente più vantaggiosa non premiava necessariamente il rialzo sulla base d’asta, quanto altre componenti qualitative, quali l’impatto occupazionale (ecco le clausole sociali di cui parla la nuova legge ed in cui il Comune di Fornace è stato innovatore e precursore), la capacità aggregativa (pure in funzione della definitiva apertura al mercato del settore), le garanzie professionali ed economiche a favore dell’amministrazione.

## Amministrazione
Il paese, per anni governato dal cavalier Marco Stenico (coadiuvato da Pierino Caresia come vicesindaco), ha visto nel 2005 l'uscita dalla politica di Stenico il quale ha passato il testimone a Caresia, primo cittadino per due legislature.
Il 7 giugno 2015 la popolazione di Fornace ha bocciato il progetto di fusione con il Comune di Civezzano (61,01%), scelta che ha portato alle dimissioni del consiglio in carica e al commissariamento del comune. I risultati delle successive elezioni comunali, svoltesi a novembre del 2015, hanno sorriso al dott. Mauro Stenico che ha confermato il ruolo anche la legislatura successiva.
La consultazione elettorale del 4 maggio 2025 ha eletto il nuovo Sindaco Matteo Colombini, già Vicesindaco nella precedente legislatura. Nuovo Vicesindaco del comune del porfido è l'assessore Manuel Bertoldi a cui è stata affidata la delega alle attività estrattive.
| Periodo | Periodo   | Primo cittadino  | Partito           | Carica  | Note |
| ------- | --------- | ---------------- | ----------------- | ------- | ---- |
| 2005    | 2015      | Pierino Caresia  | Con la comunità   | Sindaco |      |
| 2015    | 2025      | Mauro Stenico    | Uniti per Fornace | Sindaco |      |
| 2025    | in carica | Matteo Colombini | Uniti per Fornace | Sindaco |      |